# Список чинних чемпіонів світу з боксу
Це список чинних чемпіонів світу з боксу. Починаючи з Джона Л. Саллівана наприкінці 19 століття були чемпіони світу з професійного боксу. Першою з нинішніх організацій, яка присудила титул чемпіона світу, була Всесвітня боксерська асоціація (WBA), тоді відома як Національна боксерська асоціація (NBA), коли вона санкціонувала свій перший титульний бій у 1921 році між Джеком Демпсі та Джорджем Карпентьєром за титул чемпіона світу у важкій вазі.

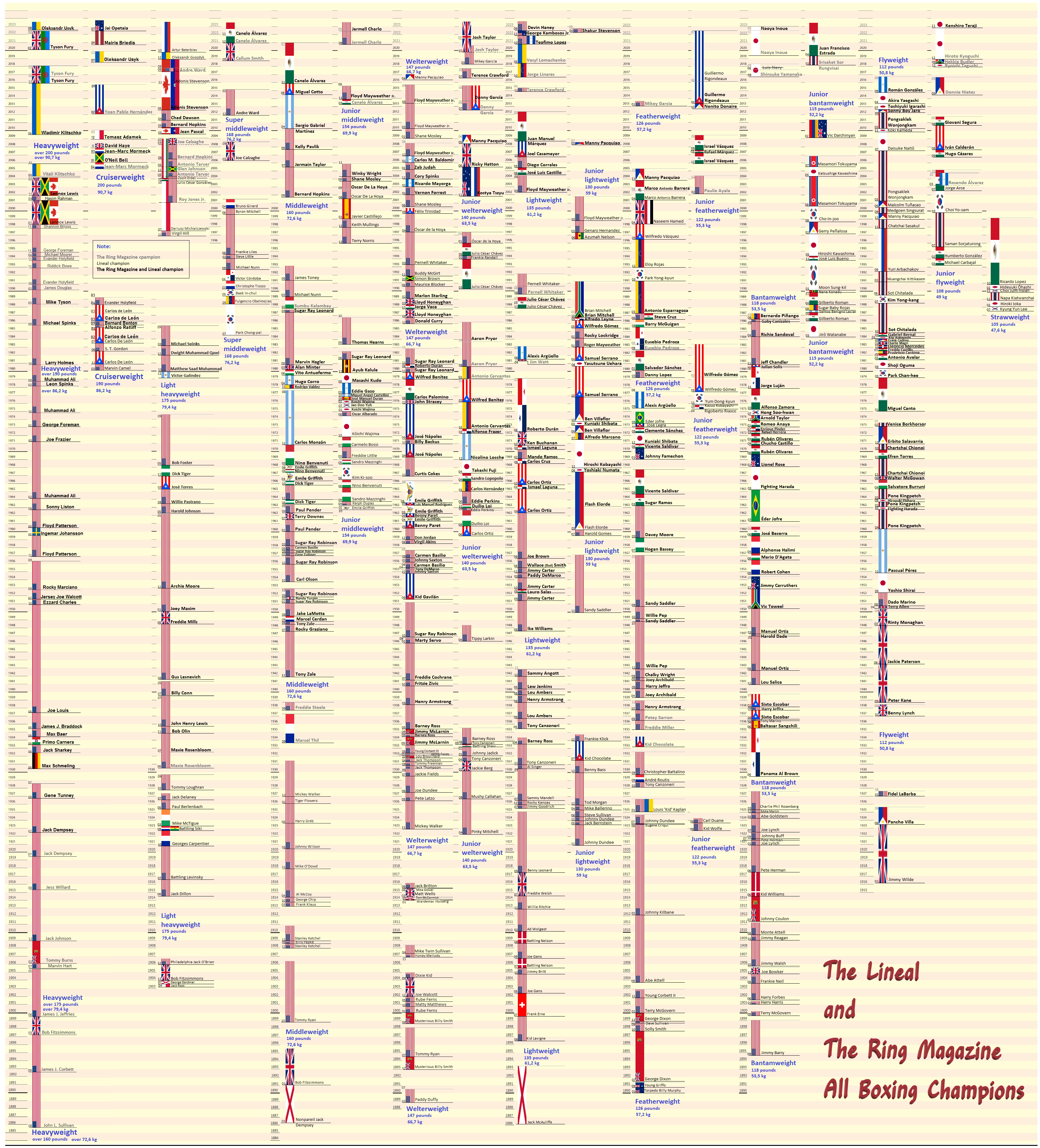
Усі лінейні чемпіони світу та чемпіони з версії журнала The Ring у боксі, в історії

Зараз у професійному боксі існує чотири основні організації. Офіційні правила та положення Всесвітньої боксерської асоціації (WBA), Всесвітньої боксерської ради (WBC), Міжнародної боксерської федерації (IBF), та Всесвітньої боксерської організації (WBO)  визнають кожен у своїх рейтингах та правилах уніфікації назв. Кожна з цих організацій санкціонує та регулює чемпіонські поєдинки та присуджує титули чемпіона світу. Американський боксерський журнал The Ring почав присуджувати титули світу в 1922 році.
Існує вісімнадцять вагових категорій. Для змагань у дивізіоні вага боксера не повинна перевищувати верхню межу. Менні Пакьяо виграв чемпіонати світу у восьми вагових категоріях, більше, ніж будь-який інший боксер, і є єдиним в історії боксу, кому це вдалося. Брати Клички, Віталій і Володимир, з 2011 по 2013 рік володіли всіма чотирма основними титулами у важкій вазі; вони були першими братами, які одночасно володіли поясами чемпіонів у важкій вазі.

## Чемпіони
Коли чемпіон з незалежних від нього причин, таких як хвороба або травма, не може захистити свій титул протягом звичайного обов’язкового часу, організації можуть розпорядитися про тимчасовий поєдинок і присудити переможцю тимчасовий титул. WBA і WBC часто змінювали статус своїх неактивних чемпіонів на «Чемпіон у відпустці» або «Почесний чемпіон».

## Поточні чемпіони
Нижче наведено список поточних чемпіонів в кожній ваговій категорії станом на 4 травня 2025.

### Важка вага(+200фунтів/+90,7кг або +224фунтів/+101,6кг)
(англ. Heavyweight)
| WBA                                                        | WBC                                                      | IBF                                       | WBO                                                        | The Ring                                   |
| Олександр Усик Super champion 24–0 (15 KO) 25 вересня 2021 | Олександр Усик 24–0 (15 KO) 18 травня 2024               | Олександр Усик 24–0 (15 KO) 19 липня 2025 | Олександр Усик 24–0 (15 KO) 25 вересня 2021 Super champion | Олександр Усик 24–0 (15 KO) 20 серпня 2022 |
| Кубрат Пулев Regular champion 32–3 (14 KO) 7 грудня 2024   | Олександр Усик 24–0 (15 KO) 18 травня 2024               | Олександр Усик 24–0 (15 KO) 19 липня 2025 | Олександр Усик 24–0 (15 KO) 25 вересня 2021 Super champion | Олександр Усик 24–0 (15 KO) 20 серпня 2022 |
| Фабіо Вордлі Interim champion 19–0–1 (18 KO) 7 червня 2025 | Агіт Кабаєл Interim champion 26–0 (18 KO) 22 лютого 2025 | Олександр Усик 24–0 (15 KO) 19 липня 2025 | Джозеф Паркер Interim champion 36–3 (24 KO) 8 березня 2024 | Олександр Усик 24–0 (15 KO) 20 серпня 2022 |

### Бріджервейт(224фунти/101,6кг)
(англ. Bridgerweight)
| WBA                                                           | WBC                                     | IBF | WBO | The Ring |
| Муслім Гаджімагомедов Super champion 6–0 (3 KO) 12 липня 2024 | Кевін Лерена 31–4 (15 KO) 9 жовтня 2024 |     |     |          |

### Перша важка вага(190фунтів/86,2кг або 200фунтів/90,7кг)
(англ. Cruiserweight/Junior heavyweight)
| WBA                                                           | WBC                                     | IBF                                     | WBO                                              | The Ring                              |
| Хільберто Рамірес Super champion 48–1 (30 KO) 30 березня 2024 | Баду Джек 29–3-3 (17 KO) 12 грудня 2024 | Джей Опетая 28–0 (22 KO) 18 травня 2024 | Хільберто Рамірес 48–1 (30 KO) 16 листопада 2024 | Джей Опетая 27–0 (21 KO) 2 липня 2022 |

### Напівважка вага(175фунтів/79,4кг)
(англ. Light heavyweight)
| WBA                                                         | WBC                                        | IBF                                      | WBO                                                      | The Ring                                 |
| Дмитро Бівол Super champion 24–1 (12 KO) 22 лютого 2025     | Девід Бенавідес 30-0 (24 KO) 7 квітня 2025 | Дмитро Бівол 24–1 (12 KO) 22 лютого 2025 | Дмитро Бівол 24–1 (12 KO) 22 лютого 2025                 | Дмитро Бівол 24–1 (12 KO) 22 лютого 2025 |
| Девід Бенавідес Regular champion 30-0 (24 KO) 1 лютого 2025 | Девід Бенавідес 30-0 (24 KO) 7 квітня 2025 | Дмитро Бівол 24–1 (12 KO) 22 лютого 2025 | Каллум Сміт Interim champion 31-2 (22 KO) 22 лютого 2025 | Дмитро Бівол 24–1 (12 KO) 22 лютого 2025 |

### Друга середня вага(168фунтів/76,2кг)
(англ. Super middleweight)
| WBA                                                         | WBC                                          | IBF                                         | WBO                                         | The Ring                                     |
| Сауль Альварес Super champion 63–2–2 (39 KO) 19 грудня 2020 | Сауль Альварес 63–2–2 (39 KO) 19 грудня 2020 | Сауль Альварес 63-2-2 (39 KO) 4 травня 2025 | Сауль Альварес 63–2–2 (39 KO) 8 травня 2021 | Сауль Альварес 63–2–2 (39 KO) 19 грудня 2020 |

### Середня вага(160фунтів/72,6кг)
(англ. Middleweight)
| WBA                                                         | WBC                                        | IBF                                            | WBO                                            | The Ring |
| Ерісланді Лара Super champion 31–3–3 (19 KO) 9 березня 2023 | Карлос Адамес 24–1-1 (18 KO) 8 травня 2024 | Жанібек Алімханули 17–0 (12 KO) 14 жовтня 2023 | Жанібек Алімханули 17–0 (12 KO) 26 серпня 2022 | Вакантно |
| Вакантно Regular champion                                   | Карлос Адамес 24–1-1 (18 KO) 8 травня 2024 | Жанібек Алімханули 17–0 (12 KO) 14 жовтня 2023 | Жанібек Алімханули 17–0 (12 KO) 26 серпня 2022 | Вакантно |

### Перша середня вага(154фунти/69,9кг)
(англ. Super welterweight/Junior middleweight)
| WBA                                                       | WBC                                              | IBF                                           | WBO                                              | The Ring                  |
| Теренс Кроуфорд Super champion 41–0 (31 KO) 3 серпня 2024 | Себастьян Фундора 23–1–1 (15 KO) 30 березня 2024 | Бахрам Муртазалієв 23–0 (17 KO) 6 квітня 2024 | Себастьян Фундора 23–1–1 (15 KO) 30 березня 2024 | Вакантно Interim champion |

### Напівсередня вага(147фунтів/66,7кг)
(англ. Welterweight)
| WBA                                                          | WBC                                         | IBF                                         | WBO                                        | The Ring |
| Джарон Енніс Super champion 34–0-0-1 (30 KO) 12 березня 2025 | Маріо Барріос 29–2-2 (18 KO) 19 червня 2024 | Джарон Енніс 34–0-0-1 (30 KO) 29 липня 2023 | Браян Норман 26–0-2 (20 KO) 12 серпня 2024 | Вакантно |
| Вакантно Regular champion                                    | Маріо Барріос 29–2-2 (18 KO) 19 червня 2024 | Джарон Енніс 34–0-0-1 (30 KO) 29 липня 2023 | Браян Норман 26–0-2 (20 KO) 12 серпня 2024 | Вакантно |

### Перша напівсередня вага(140фунтів/63,5кг)
(англ. Super lightweight/Junior welterweigh)
| WBA                                            | WBC                                        | IBF                                         | WBO                                       | The Ring                                  |
| Гері Антуан Рассел 18–1 (17 KO) 1 березня 2025 | Сабріель Матіас 24-2 (23 KO) 12 липня 2025 | Річардсон Гітчинс 20-0 (8 KO) 7 грудня 2024 | Теофімо Лопес 22–1 (13 KO) 10 червня 2023 | Теофімо Лопес 22–1 (13 KO) 10 червня 2023 |

### Легка вага(135фунтів/61,2кг)
(англ. Lightweight)
| WBA                                              | WBC                                            | IBF                                           | WBO                                          | The Ring |
| Джервонта Девіс 30–0-1 (28 KO) 29 листопада 2023 | Шакур Стівенсон 24–0 (11 KO) 16 листопада 2023 | Реймонд Мураталья 24–0 (17 KO) 12 травня 2025 | Кейшон Девіс 13–0-1 NC (9 KO) 14 лютого 2025 | Вакантно |

### Друга напівлегка вага(130фунтів/59кг)
(англ. Super featherweight/Junior lightweight)
| WBA                                          | WBC                                         | IBF                                      | WBO                                             | The Ring |
| Ламонт Роуч 25-1-2 (10 KO) 25 листопада 2023 | О'Шакі Фостер 23–3 (12 KO) 2 листопада 2024 | Ентоні Какаче 23–1 (8 KO) 18 травня 2024 | Емануель Наваррете 38–2-1 (31 KO) 3 лютого 2023 | Вакантно |

### Напівлегка вага(126фунтів/57,2кг)
(англ. Featherweight)
| WBA                                                  | WBC                                     | IBF                                     | WBO                                         | The Ring  |
| Нік Болл Super champion 21–0–1 (12 KO) 3 червня 2024 | Стівен Фултон 23–1 (8 KO) 1 лютого 2025 | Анджело Лео 25–1 (12 KO) 10 серпня 2024 | Рафаель Еспіноза 25–0 (21 KO) 9 грудня 2023 | вакантний |
| Вакантно Regular champion                            | Стівен Фултон 23–1 (8 KO) 1 лютого 2025 | Анджело Лео 25–1 (12 KO) 10 серпня 2024 | Рафаель Еспіноза 25–0 (21 KO) 9 грудня 2023 | вакантний |

### Друга легша вага(122фунти/55,3кг)
(англ. Super bantamweight/Junior featherweight)
| WBA                                                   | WBC                                   | IBF                                    | WBO                                  | The Ring                             |
| Іноуе Наоя Super champion 30–0 (27 KO) 26 грудня 2023 | Іноуе Наоя 30–0 (27 KO) 25 липня 2023 | Іноуе Наоя 30–0 (27 KO) 26 грудня 2023 | Іноуе Наоя 30–0(27 KO) 25 липня 2023 | Іноуе Наоя 30-0(27 KO) 25 липня 2023 |

### Легша вага(118фунтів/53,5кг)
(англ. Bantamweight)
| WBA                                                    | WBC                                         | IBF                                        | WBO                                    | The Ring |
| Сея Цуцумі Super champion 12–0-3 (8 KO) 13 жовтня 2024 | Накатані Дзюнто 31–0 (24 KO) 24 лютого 2024 | Накатані Дзюнто 31–0 (24 KO) 7 червня 2025 | Такеї Йосикі 11–0 (9 KO) 6 травня 2024 | Вакантно |

### Друга найлегша вага(115фунтів/52,2кг)
(англ. Super flyweight/Junior bantamweight)
| WBA                                                       | WBC                                         | IBF                                          | WBO                                        | The Ring                                    |
| Фернандо Мартінес Super champion 18–0 (9 KO) 7 липня 2024 | Джессі Родрігес 22–0 (15 KO) 29 червня 2024 | Фернандо Мартінес 18–0 (9 KO) 26 лютого 2022 | Джессі Родрігес 22–0 (15 KO) 19 липня 2025 | Джессі Родрігес 22–0 (15 KO) 29 червня 2024 |
| Вакантно Regular champion 0–0 (0 KO)                      | Джессі Родрігес 22–0 (15 KO) 29 червня 2024 | Фернандо Мартінес 18–0 (9 KO) 26 лютого 2022 | Джессі Родрігес 22–0 (15 KO) 19 липня 2025 | Джессі Родрігес 22–0 (15 KO) 29 червня 2024 |

### Найлегша вага(112фунтів/50,8кг)
(англ. Flyweight)
| WBA                                          | WBC                                          | IBF                                       | WBO                                       | The Ring |
| Рікардо Сандоваль 27–2 (18 KO) 30 липня 2025 | Рікардо Сандоваль 27–2 (18 KO) 30 липня 2025 | Масамічі Ябукі 18–4 (17 KO) 9 лютого 2025 | Ентоні Оласкуага 9–1 (6 KO) 20 липня 2024 | Вакантно |
| Рікардо Сандоваль 27–2 (18 KO) 30 липня 2025 | Галал Яфай Interim champion 9–0 (7 KO)       | Масамічі Ябукі 18–4 (17 KO) 9 лютого 2025 | Ентоні Оласкуага 9–1 (6 KO) 20 липня 2024 | Вакантно |

### Перша найлегша вага(108фунтів/49кг)
(англ. Light flyweight/Junior flyweight)
| WBA                                                     | WBC                                                                      | IBF                                | WBO                       | The Ring            |
| Кьосуке Такамі Super champion 10–0 (8 KO) 30 липня 2025 | [[Файл:Шаблон:Прапор VNZ\|20x13px\|VNZ]] Карлос Канісалес 28–3-1 (20 KO) | Вакантно 0–0 (0 KO) 12 жовтня 2024 | Рене Сантьяго 14–4 (9 KO) | Вакантно 0–0 (0 KO) |
| Вакантно Regular champion 0–0 (0 KO)                    | [[Файл:Шаблон:Прапор VNZ\|20x13px\|VNZ]] Карлос Канісалес 28–3-1 (20 KO) | Вакантно 0–0 (0 KO) 12 жовтня 2024 | Рене Сантьяго 14–4 (9 KO) | Вакантно 0–0 (0 KO) |

### Мінімальна вага(105фунтів/47,6кг)
(англ. Minimumweight/Strawweight/Mini flyweight)
| WBA                                                        | WBC                                          | IBF                                        | WBO                                      | The Ring                                    |
| Оскар Коллазо Super champion 12–0 (9 KO) 16 листопада 2024 | Мелвін Єрусалем 24–3 (12 KO) 31 березня 2024 | Педро Тадуран 18–4–1 (14 KO) 28 липня 2024 | Оскар Коллазо 12–0 (9 KO) 26 серпня 2023 | Оскар Коллазо 12-0 (9 KO) 16 листопада 2024 |
| Regular champion 0–0 (0 KO) 21 грудня 2021                 | Мелвін Єрусалем 24–3 (12 KO) 31 березня 2024 | Педро Тадуран 18–4–1 (14 KO) 28 липня 2024 | Оскар Коллазо 12–0 (9 KO) 26 серпня 2023 | Оскар Коллазо 12-0 (9 KO) 16 листопада 2024 |

## Дивіться також
- Рейтинг найкращих боксерів незалежно від вагової категорії
- Список чинних чемпіонок світу з боксу серед жінок
- Список українських чемпіонів світу з боксу
- Список абсолютних чемпіонів світу з боксу